# Agustín Loera y Chávez
Agustín Loera y Chávez fue uno de los impulsores culturales más importantes del periodo posrevolucionario tanto por su destacado papel en el ámbito educativo como por su labor como editor y escritor. 

## Biografía
Nació en Aguascalientes el 10 de marzo de 1884. Muere en la Ciudad de México en 1961. Hijo de Don Porfirio Loera y Encarnación Chávez Pedroza, a su vez, hija del gobernador de Aguascalientes, José María Chávez Alonso. Estudió en la Universidad Nacional de México y desde temprana edad se dedicó a la labor docente en diferentes instituciones educativas. Continuó su instrucción en Europa en la Escuela de Artes de París y en la Sorbona. Fue Jefe de la Dirección Nacional de Bellas Artes. Realizó numerosos viajes de estudio a bibliotecas en todo el mundo.
Reconocido estudioso de las letras, ocupó el cargo de subdirector de la Biblioteca Nacional. Fue gerente de la editorial México Nuevo y, tiempo después editor de diferentes revistas entre las que destacan la Revista Mexicana de Estudios Históricos, México Nuevo y México Moderno, esta última la dirigió en compañía del historiador Manuel Toussaint.
Durante el gobierno del General Venustiano Carranza gestionó la creación de la Escuela Nacional de Bibliotecarios y Archiveros.
Su labor diplomático lo llevó a Sevilla, España como Cónsul. Fue primer Secretario de Pensiones Civiles.

## La labor en la Escuela Bancaria y Comercial
En el ámbito educativo participó en la creación de la Escuela Bancaria del Banco de México en marzo de 1929 al lado de Alberto Mascareñas Navarro, Manuel Gómez Morín, Alfonso Caso, Alejandro Prieto Llorente, Eduardo Suárez Aránzolo, Tomás Vilchis y Roberto Casas Alatriste, por mencionar algunos. Fundador de la Escuela Bancaria y Comercial en el año de 1932, donde fue director y profesor por casi tres décadas.

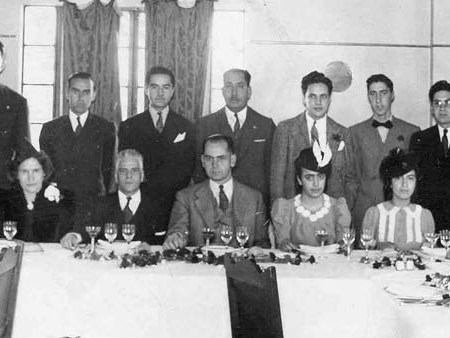
Agustín Loera y Alejandro Prieto Ll. en un evento de los alumnos de la EBC en los años 40.

## Obra literaria
Con el escritor Julio Torri, el editor Rafael Loera y Chávez y el historiador Manuel Toussaint creó en 1916 la Editorial Cvltura, de la que se desprende la colección Cultura que difundió hasta 1947 importantes obras literarias nacionales e internacionales de todos los tiempos. 
Escribió múltiples obras como:
- El Viajero Alucinado
- Crónica de España y
- Estampas provincianas;

Además colaboró en diferentes revistas y periódicos en México, así como en Europa y América Latina.